# والسوکن
والسوکن (به انگلیسی: Walsoken) یک روستا و محله مدنی در بریتانیا است که در King's Lynn and West Norfolk واقع شده‌است. والسوکن ۱۲٫۵۷ کیلومتر مربع مساحت و ۱٬۴۸۹ نفر جمعیت دارد.